# Station Lyon-Vaise
Station Lyon - Vaise is een spoorwegstation in de Franse gemeente Lyon. Tevens is daar een grote treinstelplaats voor motorrijtuigen. Het spoorstation geeft aansluiting op de metrolijn D en heeft een groot busstation.